# 第一インターナショナル
第一インターナショナル（だいいちインターナショナル、英: First International）または国際労働者協会（こくさいろうどうしゃきょうかい、英: International Workingmen's Association、略記：IWA）は、ヨーロッパの労働者、社会主義者が1864年9月28日に創設した世界初の国際政治結社である。
ロンドンのセント・マーティン・ホールでの発足集会（1864年）にはじまり ジュネーヴ大会（1866年）、ローザンヌ大会（1867年）、ブリュッセル大会（1868年）、バーゼル大会（1869）、ハーグ大会（1872年）が開催された。IWAは国際主義に立って国家的枠組みを超えた社会主義運動に関する決議を採択し各国政府に提言したほか、世界初の社会主義革命というべきパリ・コミューン革命を支援するなど横断的な挑戦を試みた。
しかし、1872年以降はブリテンの労働組合指導者との確執やフランスで影響力をもったアナーキズムとの対立によって二派に分裂、ニューヨークに本部を移転して組織の再建を試みたが1876年7月解散した。

## 前史

### チャーティスト運動の継承
IWA創立までには、ヨーロッパにおけるナショナリズム運動や労働者階級の長い苦闘の歴史がある。なかでもブリテンの労働運動・政治運動は特筆するものがある。チャーティスト運動はマルクスの理論形成に大きな影響を及ぼし、国際労働運動の祖先形をなすものであった。チャーティストの「万国のすべての人々は兄弟」、「地球は万人の共有財産」、「人民憲章」、「労働者は労働の全成果を享受すべし」というスローガンは残り続けた。1850年、『共産党宣言』が英訳され『レッド・リパブリカン』に掲載されたほか、チャーティスト・インターナショナリズムの活動が後のIWAの礎石になった。

### 南北戦争の影響
チャーティストの残党たちは1860年代の革命的な時代潮流に刺激され復活を遂げていく。1860年代大英帝国の世界支配が完成する一方、新興国の工業化、近代化が急速に進展し始めていた。この時代の動きはアメリカにおいて南北戦争、南欧でイタリア統一運動、東欧でポーランド蜂起（1月蜂起）である。これらの事象に対する労働者の反応が国際的な労働者組織を創立する直接的契機となった。
1861年アメリカの南部諸州が連邦からの脱退を宣言してアメリカ連合国を結成し、アメリカを二分する内乱・南北戦争（1861-1865年）が勃発した。南軍が連邦の軍事拠点に攻撃を加えたことにより戦端が開かれた。リンカーン大統領は1862年9月、『奴隷解放宣言』を発した。この頃からリンカーンは「奴隷制に対する戦い」を大義として戦争を展開した。戦中、大英帝国は公的には中立を保っていたが、南北戦争に介入寸前の状況に置かれており、南部連合も英仏の介入を期待していた。
ただし、ブリテン労働者の反応は単純なものではなかった。ブリテンの繊維産業は南部連合からの綿花に支えられていたが故、労働者の中では南部連合の分離独立のために戦争に介入し、利己的な保護貿易主義の北部のアメリカ合衆国を打倒すべきだという声が高まっていた。だが、一掴みの綿花のためにアメリカの民主主義を見捨てることはできなかった。南北戦争の被害者となったランカシャー労働者は北部への軍事介入の要求も騒擾や打ち壊しもせず自己犠牲的な沈黙を貫いて、1862年末になると多くが北部支持に転向していった。こうしたランカシャー労働者の姿、特権階級が不在のアメリカの政治風土、憲法と民主主義の精神、国際的な気風、そして、移民した家族との絆が一般の労働者を北部支持に引き戻したのである。このような危機をくぐりぬけて労働者階級は自信を深めていく。国際的連携によって世界史的趨勢に影響を与え、国際大義を実現させる運動母体を結成しようとする熱意に火がついた。

## IWA発足と主要勢力

### セント・マーティン・ホール集会

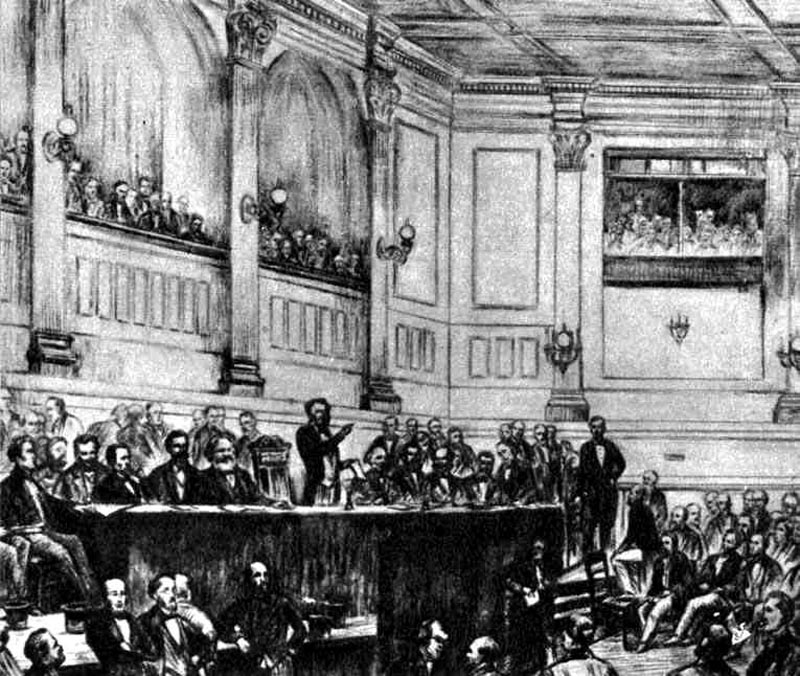
国際労働者協会発足集会、1864年9月28日

1862年にロンドンで開かれた万国博覧会に、300名のフランス労働者、ドイツから12名の労働者の代表団が派遣された。フランス代表団を組織し費用を出したのはナポレオン3世である。
この時期、ロンドンでは北部支援集会やポーランド支援集会が盛んに開かれ、活発な政治運動が展開された。フランス労働者団はこうした運動に招待を受け、ブリテン・フランス労働者代表者間の談合で国際組織を実現させる具体的な道筋が定まっていく。7月22日の集会には5名のフランス労働者が出席して1月蜂起を賞賛する演説を行い、製靴工のジョージ・オッジャーを含む3名の委員会を任命したほかパリの労働者へ向けて宣言文を発した。資本家たちが脅しとして使う外国人労働者の輸入などの手段に対抗するためには、労働者の国際組織が必要であると唱えた。
1864年9月28日、ロンドンはセント・マーティン・ホールにてフランスの代表団を受け入れる歓迎集会が催され、「国際労働者協会」（第一インターナショナル）の設立が宣言された。ブリテン側の世話人はオッジャーと大工のランダル・クリーマー、フランス代表は青銅細工職人アンリ・トラン、議長はロンドン大学教授のエドワード・ビーズリだった。
この集会にはマルクスも同席しており、ヨーロッパ各国の急進派が一堂に会する大規模なものとなった。ビーズリは各国政府による国際法の重大な違反を非難するとともに暴力的な協定を暴露し、地球上における正義と公正の実現のために世界の労働者の団結を呼びかけた。発足集会の決議に基づきロンドンに本部を設置することが定められ、「中央評議会」と年次大会を主軸としたIWAの組織が示されたほか、マルクスが起草した『第一インターナショナル創立宣言』と『規約』が満場一致で採択された。マルクスはIWA内の一担当書記であったが『創立宣言』を起草して採択へとつなげることで、IWAの実質的な指導権を獲得していった。
IWAは組織は短期間で整備されたが、最期まで諸派の混在状態にあったため、その意思決定は困難なものであった。近い立場の旧チャーティズムの信奉者、ブランキやラッサールの他に、IWAにおいて「権威」となったマルクスへの主な反対者として、ブリテンの労働組合指導者たちやプルードンやバクーニン、マッツィーニらが存在した。マルクスは1871年アメリカ人会員のフリードリヒ・ボルテに宛てた手紙において、「インターナショナルが作られたのは、社会主義的、半社会主義的な宗派を労働者階級の本当の闘争組織でおきかえるためであった。これは最初の規約や創立宣言をみれば一目でわかる。……。インターナショナルの歴史は、労働者階級の本当の運動に逆らって…自分の地位を保とうとつとめた宗派やアマチュア実験に対する、総評議会のたえまない闘争であった」と語っている。マルクスは「社会主義」内部の雑多な勢力を整理していく算段であった。

### ブリテン労働組合主義
チャーティスト運動は1850年代に崩壊しており、革命的な社会運動は大英帝国による世界支配の完成とともに姿を消していた。しかし、ブリテンの労働組合運動は極めて活動的で次第に政治への影響力を獲得していった。優れた技能をもつ熟練労働者であった大工のロバート・アップルガースやオッジャー、クリーマー、煉瓦積職人のジョージ・ハウエルといった人物が有力となっていた。彼らは合同組合(英: Amalgamated Society)という呼称をもった新モデル組合を結成し、ストライキより共済制度を重視したこの新型の労働組合を支えるようになっていた。
政治的権利の獲得や労働条件の改善を重視し、改革連盟や労働組合会議などの組織を結成していた。労働時間の短縮を掲げて活動を始め、やがて選挙権の拡大や労働法の整備、労働組合や闘争活動の合法化を要求するようになっていたものの、運動戦術の要はデモやロビー活動など専ら合法的な活動の展開に置かれ、社会主義の思想や理論に否定的で革命や階級闘争には反対であった。ブリテンの労働組合指導者たちは一般労働者の二倍の賃金を得ていた労働貴族層を支持母体としており、彼らは自由主義に肯定的な姿勢として自由・労働主義という立場を採っていて、かつてのチャーティスト運動や科学的な社会理論として登場したマルクス主義とは正反対な性格をもっていた。一九世紀半ばには世紀初頭の急進主義から離れており、議会主義や資本主義の枠を超えず、経済的目標を実現させるために盛んにストライキをおこない、労働条件を向上させることに活動の重点が置かれた。レーニンによれば、当時のブリテン労働組合主義は「チャーティストの気概が欠けており」、アップルガースやオッジャー、クリーマーといった労働運動指導者（ジャンタ）は、急進的なブルジョアと労働者の中間物になりはじめ、資本家はこれを好機として「労働者をブルジョア化しようとした」のである。
その結果、労働運動指導者はIWAを大陸との経済利害の衝突を回避する手段としてしか見ておらず、日和見主義を決め込んでIWAの主導権獲得に関心を全く示さず、活動の発展に対しても消極的な姿勢をとっていった。このため、マルクスとエンゲルスはブリテンの労働組合主義との対立姿勢を強め、この対立は最終的には「決裂」へとつながっていく。

### ブランキ主義
ルイ・オーギュスト・ブランキは1830年代から活躍した革命家として知られている。かれはバブーフを信奉した戦闘的な共産主義者でプロレタリアート独裁を主張しており、その主張は一切の社会立法や改革を拒絶する過激なものであった。武装蜂起を闘争の要としており、秘密結社を使って陰謀を巡らし、情勢不安を利用して政府を転覆するという戦術理論を持っていた。ブランキ主義はフランスの革命思想の発展形であるが、IWAの最左派勢力をなしてパリ・コミューンの中核となった。しかし、ブランキ主義者の多くはその後のパリ・コミューンの崩壊とともに命を落とし、この反体制の革命思想はマルクス主義へと合流していく。そして、図らずもブランキ主義はマルクスの意図を越えるようなかたちでマルクス主義そのものとして解釈されていくようになる。

### プルードン主義

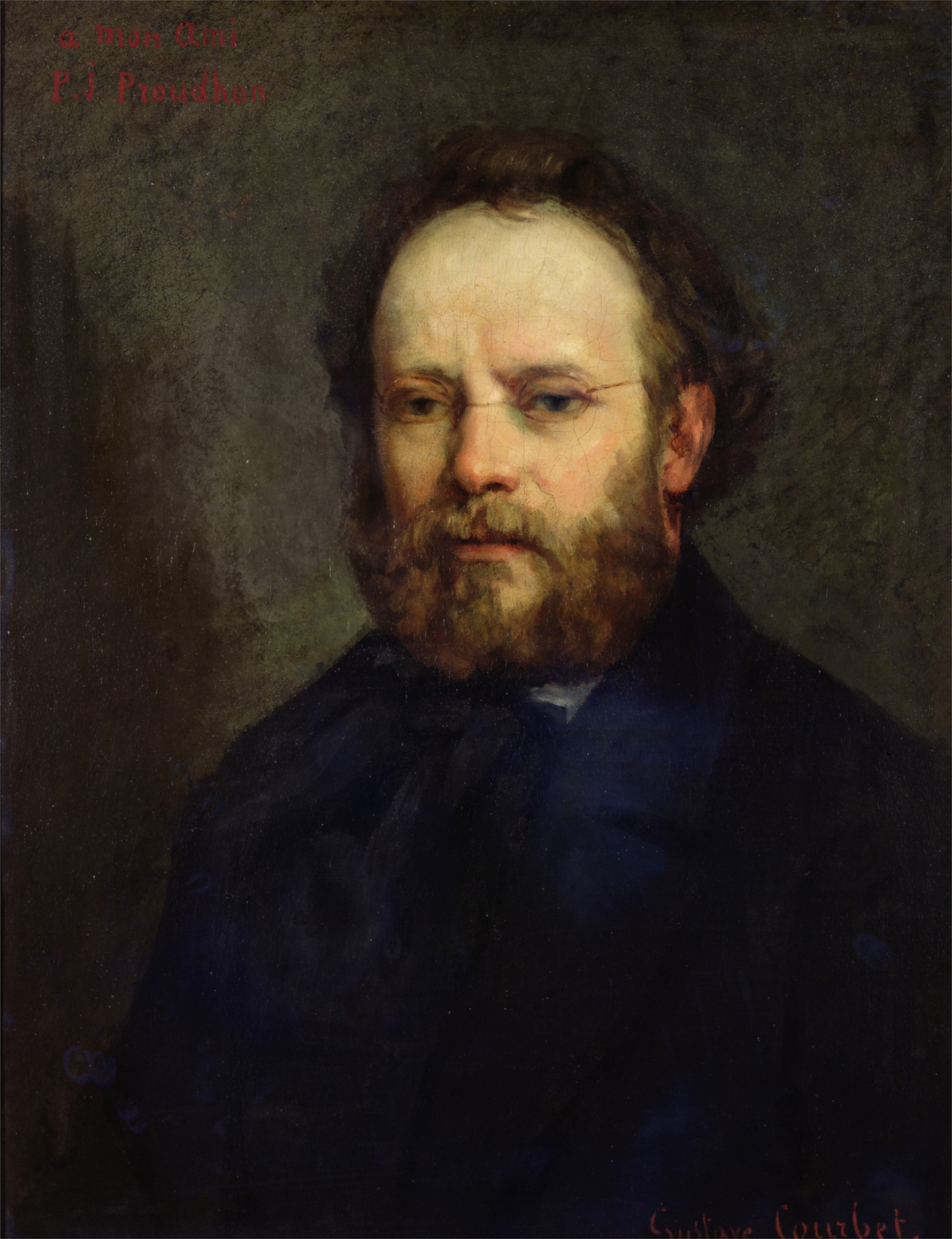
ピエール・プルードン

ピエール・プルードンはフランスの印刷工出身のインテリ労働者であり、『財産とは何か』、『貧困の哲学』を著して「自由な互助的共同体」が理想の社会であるとしてアナーキズム思想を提唱した。「財産とは何か。財産とは盗みである」と主張して財産とくに何より不労所得を生み出す資本による大所有を否定したが、下層中産階級や熟練労働者が持っていた小財産を擁護したほか土地私有の放棄を主張しなかった。資本主義の「あり方」は批判したが、資本主義の「本質」に対しては否定もせず、肯定もしない態度を取っていたのである。専制的なフランス政治のなかで、協同組合や土地の所有が自由を守るために重要であったため、互助的な協同組合の発展によって漸進的に国家を廃止するという理想を強めていった。それ故に、プルードンの思想は技芸を持った職人や土地を持った農民から支持されていたが、かれは田舎の農民や職人の助けあいが社会の革新手段として位置づける一方で、労働者の団結と闘争は犯罪であるとする反時代的な見解を持っていた。かれは労働組合からストライキ、賃金交渉、労働立法に至るまで反対し、更には女性の社会進出（女性解放）にも批判的であった。IWA内ではトランやフリブール、ウジェーヌ・ヴァルランがプルードン主義の支持者であった。また、プルードンの思想はバクーニンへと継承され、発展していく。

### バクーニン主義

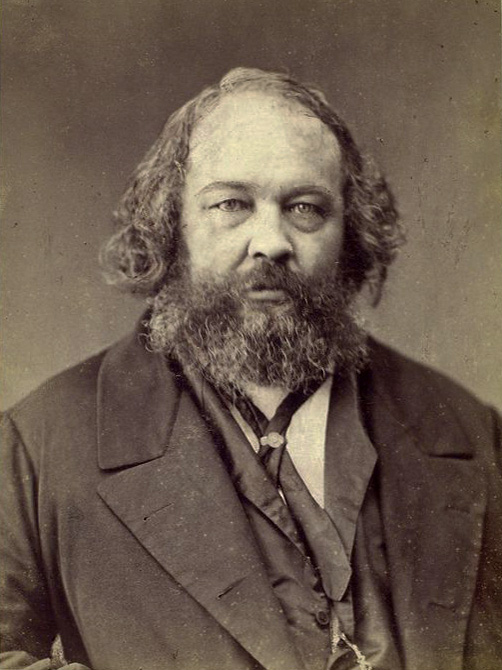
ミハイル・バクーニン

ミハイル・バクーニンはロシア貴族の出であるが、役人になってロシアによるポーランド支配に当たるにつれて次第に政治に疑問を抱き、ついに革命家となっていった。1848年革命の混乱の中で革命運動に参加したことが角で死刑を宣告されたが、ロシア政府に引き渡されて1855年にはシベリアに流刑となっている。1861年、バクーニンは収容所を脱走して日本とアメリカを経てヨーロッパに帰還している。バクーニンはプルードンの弟子で、反権力の思想や自由な生産者の連帯にもとづく理想の未来社会というヴィジョンを柱とするアナーキズム思想を継承した。
ただ、バクーニンは労働組合の発展期のなかで労働運動の役割を評価する立場をとっており、組合を通じて生産共同体をつくり、その連合に新社会の基礎を見出していた。バクーニン主義の綱領は、無神論、国家の廃棄、暴力革命、労働組合を単位とする生産共同体、共同体の同盟による緩やかな統合を謳うものであった。また、バクーニンは反権力の立場から、マルクスの理論に反対して権力集中の危険性を説いた。マルクスは、移行段階の国家形態として、プロレタリアートがブルジョアを逆搾取していくための国家形態「社会主義国家」を新社会のモデルに据えており、そのための政府モデルとしてプロレタリアート独裁の概念を提唱していた。しかし、バクーニンはマルクスの国家理論に反対であった。バクーニンは、社会の末端の下層労働者が革命の担い手だと考えており、暴力革命による権力の転覆を支持する一方で、マルクスが説くような権力主導の理想（共産主義社会というユートピア）実現にはどうしても賛同できなかったのである。また、マルクスは、プロレタリアート独裁を提唱する傍ら自身が説く革命独裁には拘っておらず、議会や政府を通じて民主的な方法で社会主義政策を遂行する方向も認めていた。バクーニンはこうした現状肯定的な態度にも反対していた。彼はあくまでも暴力革命を説き、現状との妥協や支配階級に対する説得や交渉といった理性的手段には断固反対で、その思想には柔軟性には欠いた。
バクーニンとマルクスの思想的、運動実践上の相違はIWAを二分する論争へと発展、組織内で最大の衝突をもたらし、ついに組織の解体を招いていく。

### ラッサール主義

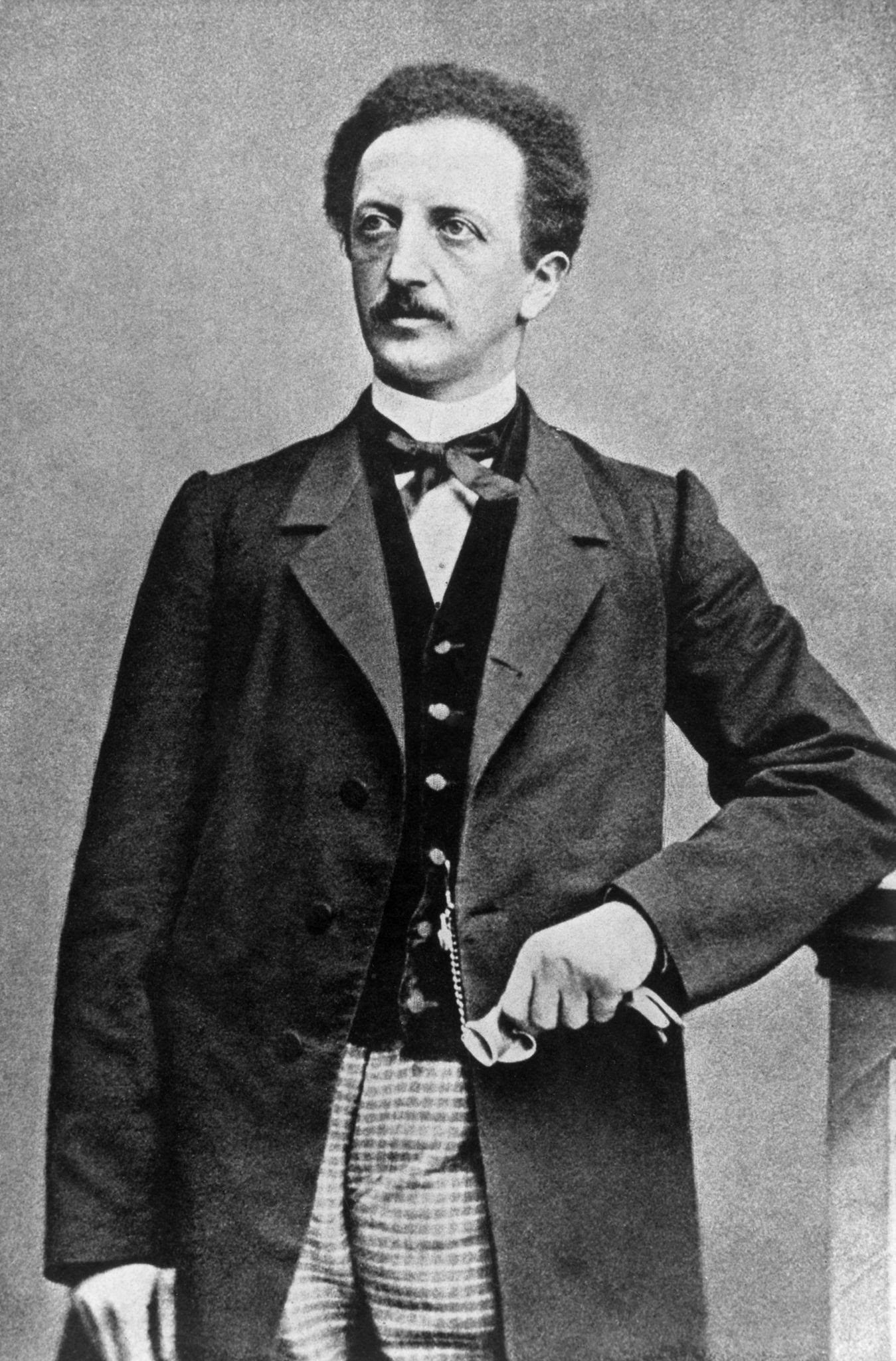
フェルディナント・ラッサール

フェルディナント・ラッサールは、プロイセンの初期社会主義運動の指導者である。
ラッサールは、1825年にプロイセン東部ブレスラウに裕福なユダヤ人の息子として生まれベルリン大学へ進学し、ヘーゲル哲学を研究した。交流のあった伯爵夫人の離婚問題からドイツの封建的制度への批判的立場を持ちはじめ、1848年革命に参加していた。ラッサールは哲学者ヘラクレイトスの思想を研究して成功を収め、哲学や革命運動で一時マルクスやエンゲルスとも親交していた。しかし、イタリア統一運動の指導者ジュゼッペ・ガリバルディの影響を受けて政治の世界に参入した後は、マルクスとは異なる立場を打ち出し対立していく。
両者は労働者保護に関する志は共有していたが、方法論に違いがあった。マルクスは、労賃に関してラッサールとは異なる見解を示していた。労賃は資本家の恣意で決定されているのだから、価格を上げなくても労賃を上げて生活水準を向上させることは可能であると見ていたのである。こうした賃金闘争のために労働組合は欠かすことのできない組織と位置付けて、その役割を積極的に評価していた。また、マルクスはイギリスやアメリカを例外として、「前衛政党」による暴力革命によって古い政府から国家権力を奪取し「プロレタリアート独裁」によって資本主義を打破する道を探っていた。これに対して、ラッサールは協同組合の相互扶助を重視し、賃金闘争によって人件費が上がるとコストがかかって物価が上がり結果的に生活水準は向上しないという盲目的な「賃金の鉄則」を支持していたため、労働組合や労働争議を否認していた。かれは国家の支援を得た協同組合の連合が資本主義に取って代わると考えており、革命ではなく「成人男子選挙権」を実現して議会進出を図るべきだと考えていた。1863年には最初の労働者政党全ドイツ労働者協会を設立し、ビスマルクに積極的に協力しながらプロイセン議会の議席獲得を目指していく。1864年に決闘でラッサールが世を去った後も「全ドイツ労働者協会」の求心力は強かった。ラッサール派は国家擁護の立場だったのでIWAには加盟しなかったが、ドイツ、チェコ、オーストリア、そしてドイツ系の移民先であったアメリカに支持者がおり、マルクス主義の主要なライヴァルとなった。

## ジュネーヴ大会

1875年のマルクス

当初は1865年にブリュッセルで開催する予定だったが、ベルギー政府の反対のために開催計画は挫折した。このため、計画を練り直して1866年に最初の年次大会をジュネーヴで開くことになった。1866年9月3―8日にかけて開催されたジュネーヴにおけるIWAの大会は、最初の世界労働者会議だった。同大会では開催地スイスと近隣のフランスが代表者の大半を占めるが、それでも世界各地22支部、60名の代議員が集まった。マルクスは欠席したが、中央評議会からはオッジャー、クリーマー、カーター、ユンク、エッカリウス、デュポンが出席した。
ジュネーヴ大会では先の『創立宣言』・『規約』を審議してこれを正式に採択した。しかし、各国ともに労働運動の黎明期にあって社会主義政党以前の時代だったため、加盟団体は労働組合から政治団体、協同組合や教育団体に至るまで雑多のセクトから構成されることとなった。この混成的な会議は様々な議論と論争をおこなったが、イデオロギーの異なる勢力を一つの関心にまとめるのは困難だった。IWAは雑多の勢力が掲げる諸々の見解が乱立し、有象無象のグループが割拠した複雑で混沌とした情勢にあった。ブリテン労働組合主義者でウェストンという大工からは賃上げに労働者が直接受ける経済効用はなく、労働組合自体が無意味であるとする虚論まで登場していた。マルクスはこうした虚論への反駁に手を惜しまなかった。中央評議会で『賃金・価格および利潤』という講演をおこない、労働運動の重要性を専門家であるべき組合指導者たちに教示したりしている。また、マルクスはIWA中央評議会を乗っ取り主導権を奪取しようと画策するフランスのプルードン派に対しては致命傷と言える徹底した打撃を加えるため、包括的な理論的指導をおこなおうとしていた。彼は知人に宛てた手紙でプルードン派への攻撃を次のように示唆している。
十九世紀当時は、資本主義経済の現実を美化し擁護する現状肯定的な主張と立場―ブリテンでは自由・労働主義であり、フランスではプルードン主義であり、ドイツではラッサール主義など妥協的で日和見的な半社会主義や自由民主主義―のイデオロギー支配が労働者の階級意識を曇らせていた。以上の言及とかかる経緯を踏まえて、ジュネーブ大会終了後、大会での討議の成果はマルクスとエンゲルスによって時間をかけて総括されることとなり、全世界の労働者のため『個々の問題についての暫定中央評議会代議員への指示』というタイトルで最低限度の『綱領』（『第一インターナショナル綱領』）として発表されている。

### フランスでの闘争
IWAの当面の目標は八時間労働制の獲得であった。
ブリテンでは1851年の機械工のストライキや1859年のロンドン建築工ストライキが労働時間短縮を争点に展開され、アメリカでは1866年の全国労働同盟（以下NLUと略記）の創立大会でもこの問題が討議されるなどアメリカやブリテンの労働運動では長い闘争の歴史があった。1866年の恐慌によってストライキが激しさを増し、暴力事件や武装蜂起の噂が巷に広まり、社会不安が生じた。IWAは暴力革命の陰謀に組みせず、当面はストライキ支援に専念していた。中でも1867年のパリのブロンズ工のストライキ支援は大々的におこなわれた。雇用主のロックアウトに敢然と立ち向かい、IWAの1000ポンドの支援金を武器に抵抗を続け、雇用主はたちまち音を上げて労働者側の要求を呑むことになった。ジュネーヴ大会は、マルクスにとって1866年の時勢に適ったストライキ支援が焦点とすることでプルードン主義者から主導権を奪取することが要点だった。

### 第二次選挙法改正とブリテン労働者
一方、イングランドでは1859年のロンドン建築工ストライキに代表される労働時間短縮運動が、重大な政治危機をウェストミンスターの議会に投げ込んでいた。この闘争は選挙権拡大による熟練労働者の発言権獲得に焦点が収斂されていく。1865年、長らく政界に強い影響力を及ぼしたパーマストン首相が急死したが、この年結成された改革連盟は、非常に狡猾な方策で選挙法改正を決定的なものに導いていく。改革連盟の指導者エドマンド・ビールズはハイドパークでの集会の自由など衝突点をロンドンの労働者に提供して、グラッドストンを自陣に引き込む周到な政治戦術を弄して保守党政権を翻弄した。かくして、ダービー内閣の中核をなしていたディズレーリやスペンサー・ウォルポールを追い込み、都市選挙区で戸主参政権の導入をもたらし、選挙法改正を未曾有の規模で実現させる。IWAの名誉職についたブリテンの労働組合主義者は時局を最大限に活用して大勝利を収めた。第二次選挙法改正の結果、イングランドでは熟練労働者100万人が選挙権を獲得し、有権者構成の過半数を労働者が占めるようになった。これ以降議会が労働組合の利害や関心に譲歩することが民主主義の命脈を維持する生命線になっていったのである。
しかし、第二次選挙法改正とその後に続く1871年労働組合法の制定によって労働組合指導者の目的は達成されていくようになり、彼らは徐々にIWAからの離脱を図るようになっていく。こうして、ブリテン勢力はIWAから実質的に撤退した。また、1869年には最後のチャーティスト指導者アーネスト・チャールズ・ジョーンズが若くして急死しており、マルクスとブリテンの関係はいよいよ冷え切ったものとなってしまった。マルクスがドイツの知人にジュネーヴ大会について宛てた手紙では、選挙法改正運動とその中核である「改革連盟」に言及して、「わが中央評議会（ここで私は大いに参加してきましたが）が生命を吹き込んだ当地の改革運動は、いまや巨大な抵抗しがたい規模に広がりました。私はいつも舞台裏にいましたが、運動が軌道にのってからは、もうこれ以上かかわらないことにしています。」と語っている。
こうした脱力にも似たマルクスの述懐には理由があった。1867年の『資本論』公刊を前に執筆活動の追い込みに入っており、それどころではなかったということも理由の一つである。だが、もう一つの理由は当時の労働者が「ノー・ポリティクス」という立場を堅持していたことにあった。マルクスと同時代期を生きたある機械工合同組合会員の機械工トマス・ライトは1868-73年にかけての執筆期間を通じて、『労働者階級の諸々の風習と様々な習慣』、『偉大な下層民』、『新しい主人』という著作を世に送り出し、自身の書で「知的な職人たちは権利や尊厳、労働と資本の圧政、普通選挙権などのトピックに関して、明確な思慮もなく話題にする」と著書で言及するなど労働者の躍進を自己否定する立場を表明していた。
1860-70年代のブリテン労働者の保守化（体制内統合）・ブルジョア依存は目を覆うばかりとなっていたのである。かれらは政略的にはIWAに参入して「労働者の声」を利用したとしても精神的には完全に社会主義の思想や理論からは逸脱していたのである。こうした傾向が支配的になるにつれて、政治的にも社会的にもブリテン労働者のプロレタリアート階級としての自立性はますます低下していった。改革連盟の政治方向が社会主義との合流ではなく自由党への提携へと明確になっていくことで、ブリテン労働組合主義とマルクスとの分裂は必然不可避のものとなっていったのだ。かくしてチャーティスト運動以来の悲願であった、ブリテンの労働組合主義と社会主義との統合の試みは再び立ち消えとなった。

## ローザンヌ大会
1867年のローザンヌ大会では、普墺戦争への非難が行われたほか、マッツィーニやユゴー、バクーニン、ルイ・ブランによる平和自由連盟との一時的ではあるが協調が図られた。一方、ブリテンの労働組合主義者は、選挙法改正運動や労働組合活動に関する王立調査委員会の招集で多忙となってしまったために大半が欠席しており、もはやいないも同然であった。
ローザンヌ大会では白熱した議論を呼び起こす問題もあった。１）国有化問題、２）政治参加の要求、これらに関する討議が主要な衝突点であった。「国有化経済」は社会主義者たちの大願であり、プルードン派にとっては死守すべき「小財産」すなわち農地所有の争点となっていた「生産手段の集団化」が議論された。このときの「土地国有化」の決議案は審議されたものの否決されることとなった。一方、オーウェン派やプルードン派が主張していた「人民銀行」や「信用銀行」の設置も否決された。マルクス派とプルードン派の経済問題に関する衝突は引き分けとなっていた。しかし、政治問題に関して、マルクス派の勝利に終わった。
マルクスは政治活動の重要性を度々強調して、政治力を梃子に運動を強化していく方向性がより現実的であると考えていた。社会組織の変革が必要で、そのために政治的自由の獲得が必須であることを宣言した。この考え方に基づいて経済機構の構造改革には労働者階級の政治的権利の獲得は急務であり、各国で労働者階級を包括する普通選挙が実現されるべきだとする認識が打ち出されている。アメリカやフランスでは早い段階で成人男子選挙が実施されており、ブリテンも1867年のまさにこの年に限定的ながら戸主参政権が実現した。しかし、依然として東欧や南欧、そして南米など大半の国では労働者階級の政治参加はまだまだ夢物語であった。マルクスは社会主義者の勇敢な闘争によって世界中で政治参加への障壁とこうした世界的ギャップが是正され、民主主義と社会主義の世界的な運動が胎動していく新時代の到来を予感し、挑戦していたのである。20世紀後半に入るとこれらの活動目標は歴史的に実現されるようになった。しかし、19世紀半ばに位置するこの時代においては、プルードン派に引導を渡すという歴史的意味合いがはるかに濃いのである。

## ブリュッセル大会
1868年のブリュッセル大会は、トランをはじめとするプルードン派に代わって発言権を増したブランキ派とマルクス派など集産主義者が連携して、１）土地国有化、２）「反戦」を決議し、同決議は圧倒的多数で採択された。この連携はその後に起きる普仏戦争後、突如として歴史の表舞台に浮上したパリ・コミューンで結実する。IWA組織網はフランス全土へと拡張され、工場労働者の間に広がっていき、各地で続発するストライキとの連帯を深めて、リヨン、ルーアン、マルセイユまどの大都市にも支部が設置された。プルードンの影響下を離れてインターナショナルとフランスの革命的な労働組合運動の結合は成功を収めた。

### 国有化決議の通過
所有とくに土地所有に関するIWAの方針に関して、プルードン派は大敗北を被った。製本工のウジェーヌ・ヴァルランや染織工出身のジャーナリスト、ブノア・マロンなどプルードン派であった労働者階級の知識層たちはこのような情勢を追い風にして続々とマルクス派への合流を果たしていった。賛成130票対反対4票、棄権15票で、鉄道だけではなく耕地、山林、運河、道路、電信を含めて国有化を要求する決議を採択した。
国有化決議には経済の社会主義化（計画経済）以上の歴史的で、かつ社会的な意義が含まれている。
土地の私有制は貴族や地主による階級的な政治支配の源泉であり、国家レベルで地主と資本家による保守政治が強化される経済基盤だった。小作人は地主の恣意に左右され、独自の政治主張を掲げるすることはできなかったが、こうした中世的な政治構造が農村部の貧困と無知を増幅する温床となったのである。したがって、資本主義を打倒し、階級支配の社会構造を解体するには土地の私有に切り込む必要があった。土地国有化は政治支配の構図を転覆する革命への近道であった。また、世界各地の農村地帯では食糧生産地でありながら食糧不足が蔓延していたのだ。こうした混沌とした時代状況の中で、社会における貧富の階級格差の源泉である土地や生産資源の私有に批判の矛先が向かっていった。19世紀は食糧に限らず、ライフラインであるガスや水道の供給に至るまで、日光と大気以外のありとあらゆる必要物と社会的サービスの提供が民間企業の自由競争任せにされていた。徒な市場原理による価格決定、中心街や高級住宅地優先の都市開発、そしてインフラの不均衡が是正されるべき社会問題となっていた。土地および社会インフラの国有化は労働の解放を実現される一大重要事項だったのである。

### IWAと反戦主義
また、同大会は戦争反対の抗議をもっとも力を込めて記録にとどめた。
この時期、フランスを率いるナポレオン3世と北ドイツ連邦と南ドイツ諸邦との統合を試みていたオットー・フォン・ビスマルクとは、各々国家の引き締めを強化するために互いに戦争を望み、利己的で野心に満ちた両国の衝突は避けがたいものとなっていた。普仏戦争を目前に控えており、戦争に関してのIWAとしての立場を鮮明にしなければならなかった。同大会は参加団体のすべてに対して戦争を防ぐためにもっとも力強い行動に出るように呼びかけることになった。
彼らにとって戦争とは「諸民族間の戦争は内戦そのものと考えるほかないからである。なぜなら、戦争は生産に携わるもの同士の間で戦われるものであり、兄弟同士、市民同士の戦いにほかならないはずだからである。大会は、万一自分たちの国の間に戦争が起こった場合には、労働者は仕事を辞めるべきであると主張するものである。」
このように、ローゼンヌおよびブリュッセルの大会では領土的野心に基づく侵略戦争への反対が強く主張された。両大会では戦争が招く悲惨への憂慮から、戦争は労働者にとって百害あって一利もない不毛な行為であり、諸国家間の戦争は将来は内乱同様に見なされるべきであると宣言した。

### IWAの発展と実情

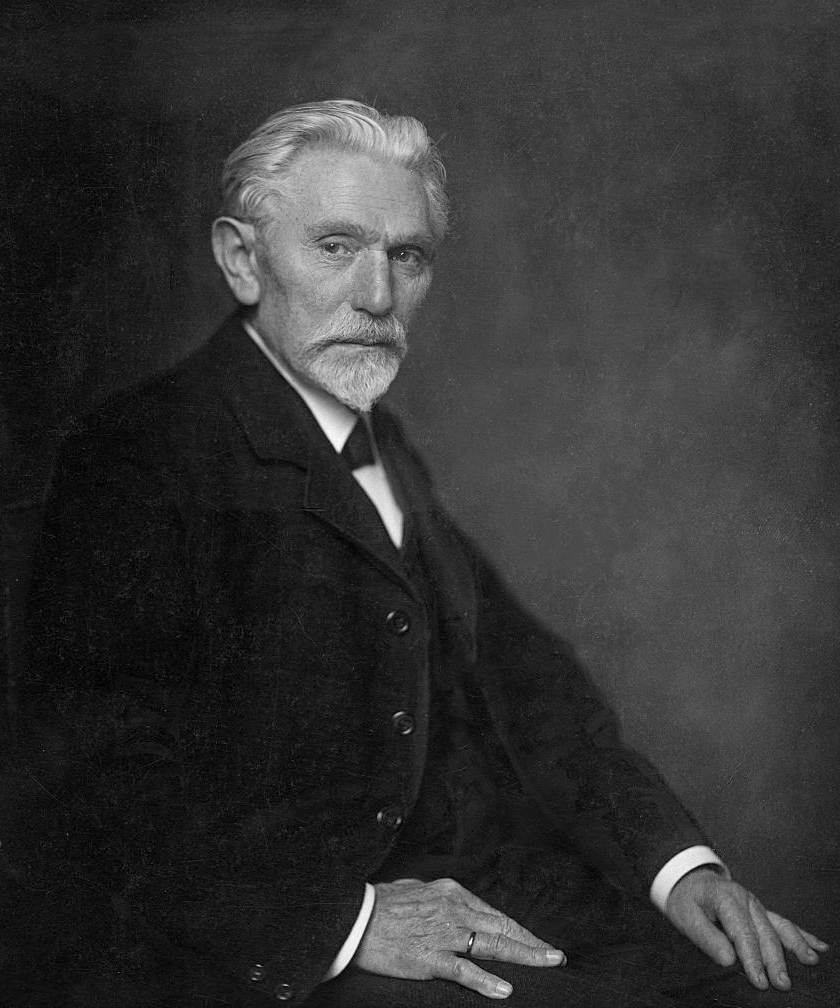
アウグスト・ベーベル

IWAはブリュッセル大会時にその勢力は最盛期に達していた。
IWAは各地の労働闘争を支援し、闘争のたびに支部の設置が進展して、会員も増加していった。同大会の参加団体も最多となっていた。しかし、会費徴収や組織運営に難があり、財政的には厳しい戦いを強いられていた。1870年の会員数は主要国で以下の通り、フランスで43万3000人、ドイツで15万人、オーストリアで10万人、ブリテンで8万人、スイスで4万5000人といった状況であった。しかし、フランスでは逆風が吹いていた。フランスではIWAが非合法化され、1870年までにヴァルランなどの主要な活動家が次々と逮捕されるなど厳しい弾圧を受けた。各国で迫害がなされるなかIWAは力強い発展を遂げていた。その発展の中心はドイツとアメリカであった。アメリカでは短期間ながらも「全国労働改革党」が発足した。
一方、ドイツでは1867年ヴィルヘルム・リープクネヒト、アウグスト・ベーベルがザクセン人民党を組織し、1869年8月にはドイツ統一の加速と歩調を合わせるかたちでリッティングハウゼン、ベルンヘルト・ベッカー、ヘスといった人物らとともにアイゼナハ綱領を採択、社会民主労働者党（独: Sozialdemokratische Arbeiterpartei (SDAP) 。通称「アイゼナハ派」と呼ばれる。後のドイツ社会民主党の母体となる）」を組織した。ラッサール主義に対峙する本格的なマルクス派の社会主義政党が発足したのである。

## バーゼル大会

### アナーキズムの台頭
バクーニンはイタリアを中心に活動しており、「平和自由連盟」の中央委メンバーとなっていたが、「連盟」から離脱し1868年新たなの活動団体として国際社会民主同盟を組織した。バクーニンは、無神論、階級の平等化、相続権の廃止、政治活動の拒否を唱えて支持者を集めていった。その活動は生活力のある労働者には差して支持は広まらなかったが、学生やインテリ、そして貧困労働者など社会的立場の乏しい人々に支持基盤があった。1868年12月、「国際社会民主同盟」とバクーニン一派はIWAへの加入を申し入れたが同盟を解散させない限り認められないとして、バーゼル大会では加入を断られていた。
しかし、バクーニン一派は組織を解散したように見せかけてIWAに密かに潜入して部内に分派を形成し始め、影響力を行使しようと試みるようになる。土地国有化や労働組合に関する問題では、マルクス派とバクーニン派は協調してプルードン派などを抑える役割を果たしていた。こうしてIWA内ではアナルコ・サンディカリズムが台頭し始め、組織内で亀裂が生じていった。

### アイルランド問題と民族解放

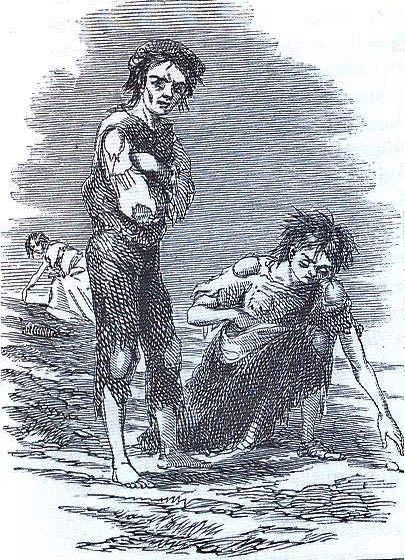
ジャガイモ飢饉に苦しむ人々

マルクスとエンゲルスは、アイルランド独立闘争の歩みに深い共感を抱いていた。
エンゲルスが伴侶メアリー・バーンズとともにアイルランドを初めて旅行したのは遡ること1856年であった。エンゲルスはアイルランド農村について「飢饉がこれほど生々しく現実に感じられるとは思いもしなかった」と旅行中に綴り、続けて「村はまるごと放棄されていた。そうした村々のあいだに、まだそこで暮らしているほぼ唯一の人々である小規模な地主の素晴らしい庭園がある。大半は法律家だ。飢饉、海外への移住、そしてその合間の撤去が、こうした事態をもたらしたのだ」と語った。アイルランド農村は、1845年から1852年にかけて猛威をふるったジャガイモ飢饉と牧草地転用のために展開された強制的な撤去、小作農立ち退きによって牧畜経済が形成される一方、アイルランドの貧農層はかつてない窮状を余儀なくされた。飢饉による打撃で100万人の死者と100万人超の膨大な人口が離散を強いられてアイルランドの農村プロレタリアートは完全なる壊滅に至った。
エンゲルスは、ブリテン支配を先進文明による野蛮の征服とは考えず、アイルランドの窮状に対して一貫して同情的であった。エンゲルスはマルクスが帝国主義理論を理論化するの先立ち「アイルランドはイングランドの最初の植民地と見なせるかもしれない」、「イングランド人の自由は各地の植民地の抑圧に基づいている」と分析し、アイルランド研究を通じて資本主義とブリテン帝国主義の侵略行為とを結び付けて考えた。
しかし、アイルランドの革命組織アイルランド共和国同盟によるダブリンでの1867年のフィニアン蜂起は失敗に終わった。この事件は、イングランドを「悪の帝国」と見なし、アイルランドに自由で民主的な共和国を打ち立てるため、立ちあがった義勇兵たちの蜂起であった。蜂起に加わった活動家は逮捕され次々と収監された。マルクスとエンゲルスは、ドイツの労働者階級の解放がポーランド解放にかかっていたのと同様、アイルランドはイングランドの最大の弱点であり、アイルランド独立によって大英帝国の解体が始まり、イングランドの階級闘争、世界各地で民族解放闘争の狼煙が上がると考えるようになった。
1870年3月、マルクスはバクーニンの挑戦を前に危機に瀕するインターナショナルの現状をドイツ社会民主労働党の幹部たちに対して伝達した報告「非公開通知」で、マルクス主義との統合を拒絶したイングランドの労働運動の問題とアイルランド問題に言及した。マルクスはイングランドの地方評議会の独立にあくまで反対して国際主義を貫くべく努めるよう言明した。
1869年11月、総評議会は、イギリス政府に死刑判決を受けていたアイルランドの革命家たちの大赦を要求する決議を採択していた。マルクスはエンゲルスからの刺激を受けて、アイルランド問題でブリテン政府を糾弾する意義をこう語った。
以上のように、マルクスは「アイルランドはイングランドの土地貴族の砦である」、「イングランドの貴族がイングランドの国内における支配力を維持するための重要手段」であると位置づけを示し、プロレタリアート階級が帝国主義列強による植民地主義に抵抗し、各地で民族解放戦線を開くことが世界革命の出発点であることを明示した。

## 普仏戦争論とパリ・コミューン論

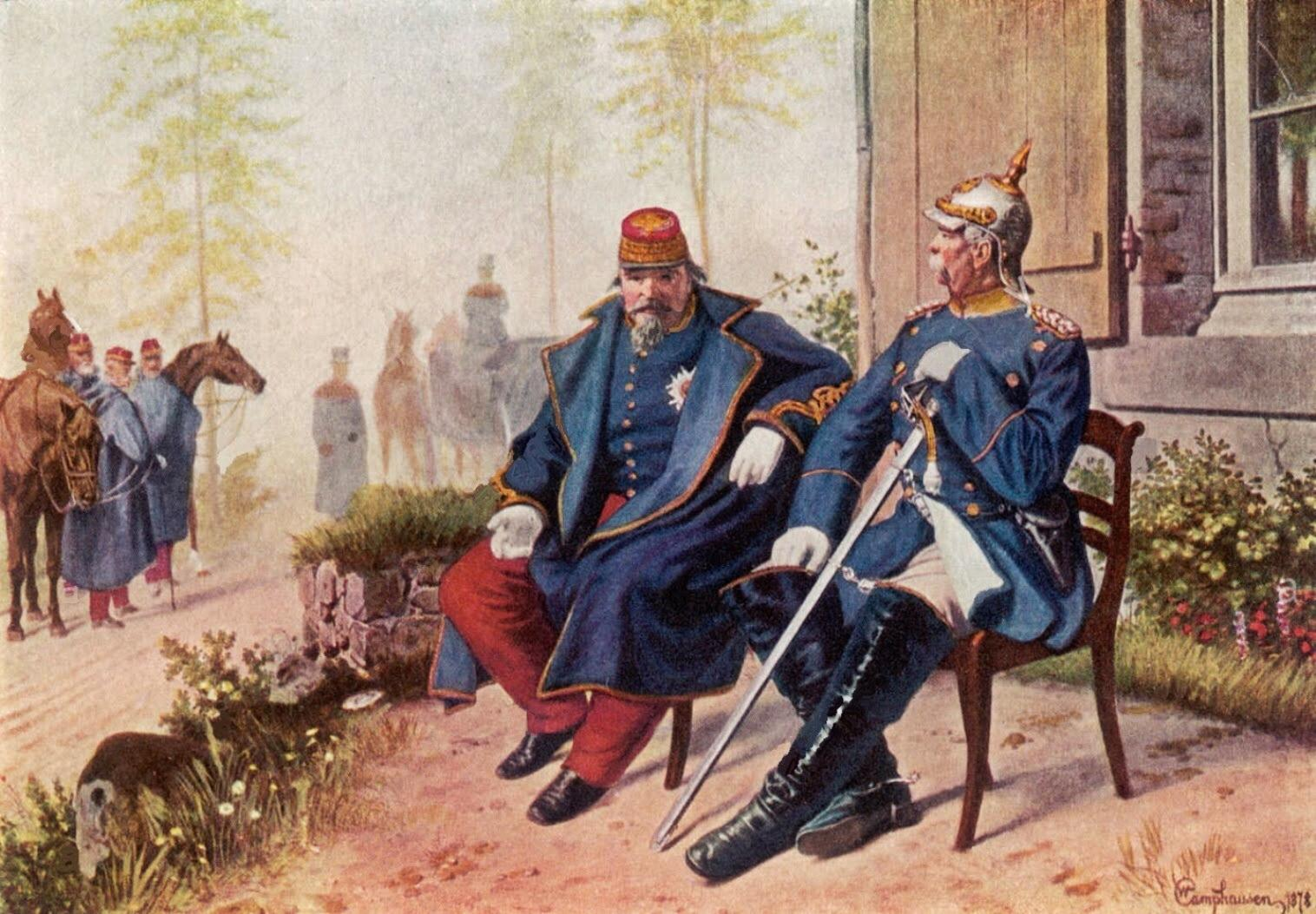
セダンの戦いの後、ナポレオン3世（左）とビスマルク(右)の会談の様子

### マルクスと普仏戦争論
1870年の7月19日に勃発した普仏戦争によって年次大会は2年間延期となったが、IWAの活動はその間も活発に展開した。IWAは普仏戦争に対する反戦、第二帝政への批判を強めていたが、マルクスの個人的感想はまったく異なったものだったようである。7月20日、マルクスはエンゲルスに宛てた書簡でこのように述べている。
マルクスは、ブリテンやフランスのような先発工業国による運動よりも、アメリカやドイツのような新興工業国の運動の方が未来を捉えていると考えていたようである。各国の労働者階級は母国の伝統や政治文化を抜けきれなかった。大掴みにいえば、ブリテン・フランス組は現状維持的な姿勢を持っており、アメリカ組、そして、ドイツの場合は「国家のための社会主義」を目指すラッサール派を別にすれば、社会主義革命を目指して歴史的大局的な見通しを重視するマルクス主義勢力が形成されるなど進取の精神を有していた性格の違いが背景にあった。こうした背景を俯瞰しつつ、各国労働運動の政治文化と自身の社会理論とを重ね合わさせるように見ており、プルードンの空想的社会主義に対するマルクスによる科学的社会主義理論の優越を主張していた。マルクス自身は自分の理論の科学性と新興工業国の労働運動とその先にある革命運動の革新性に期待していたのである。
マルクスの読みは的中する。普仏戦争はプロイセン側の圧勝で終わって、ナポレオン3世は投降した。そして講和条件に領土割譲―アルザス＝ロレーヌの併合が浮上した。これを受けて、マルクスはプロイセン側の祖国防衛がやがて侵略戦争へと変貌し、独仏間の確執が抜き差しならないものになっていくことに不吉な予感を抱く。1870年8月末、マルクスとエンゲルスは戦争について「ドイツがアルザスとロレーヌを奪うならフランスはロシアと組んでドイツと戦争するでしょう。それが破滅的な結果をもたらすことは言うまでもありません」とベーベル宛ての書簡において語り後日の憂慮を表明した。ドイツ統一を目指すプロイセン王国は、周辺の大国と覇権競争を繰り広げ、普墺戦争から普仏戦争へと、ある戦争から次の戦争をつくりだしてプロイセンの覇権を確立した。こうした展開の中からドイツ帝国が実現したのは歴史的必然だったとマルクス、そしてエンゲルスが見ていたことがうかがえる。だが、領土割譲をフランスに強いるのであれば、フランスの報復が近い将来に控えていることが容易に予想された。マルクスとエンゲルスにとって世界大戦の勃発は眼前に見えていたということが考えられる。

### マルクスとパリ・コミューン
一方、マルクスは9月9日に総評議会として「プロイセンによるアルザス＝ロレーヌの併合」を非難する声明を採択するとともに『普仏戦争反対第二宣言』を発表した。マルクスは普仏戦争後の情勢不安に便乗したパリの蜂起に懸念を示し、プロイセン軍との戦時中に革命を試みるというのは不毛と考えて新政府との協力を説いていた。マルクスはひとたびパリ・コミューン革命が宣言されるとコミューン政府を支持した。パリ・コミューンの歴史的経験はマルクスに刺激を与えた。そして、『フランスの内乱』を執筆して、総評議会の名で自身の見解を世界に発表した。著書においてはコミューン革命の経緯を辿りながら、革命の事績を総括するとともに、コミューン崩壊の原因を分析している。そして、社会主義政党の必要性を説き、反革命勢力の一掃とプロレタリアート独裁の確立、社会主義国家の建設に関する本格的な議論を提示した。こうしたコミューン論は後にボリシェビキを指導したウラジーミル・レーニンによって徹底的に研究されてマルクス・レーニン主義思想として体系化され、ロシア十月革命の理論的支柱へと発展していく。

## IWAの崩壊

### ロンドン協議会とソンヴィリエ通達
パリ・コミューン崩壊後、IWAに対する逆風は強まっていった。IWAは各国政府からテロ組織として見なされ、会員となった個人・団体は監視の対象となっていく。1871年、フランス政府はIWA加入を犯罪とする法令を発布した。加えて、この法律はコミューンの亡命戦士たちの引き渡しを要求していた。ドイツではベーベルとリープクネヒトが逮捕され、二年の禁固刑を宣告された。このようにマルクス派指導者が逮捕されて指導部を失ったため、IWA内部での対立も高まっていく。各国でも状況は悪化を辿り、アメリカでは全国労働総同盟が勢力を失い、イギリスでは分派が著しい状況に陥っていた。
バクーニン一派はパリ・コミューン革命に関する独自の見解を提示し、マルクス主義に対抗しようとしていた。すなわち、革命とは自然発生するもので、下層の民衆による蜂起による権力の転覆と廃止が本来の姿であると見なしたのである。パリ・コミューンはマルクスに社会主義国家像の形成を促す一方で、その闘争はアナーキズムの宣伝に活用されたのである。フランスのプルードン主義やブランキ主義が勢力を失うのにしたがってバクーニン主義は勢いを強めていった。
マルクスとバクーニンは、1864年11月3日にロンドンで友好的に会見して以来、顔を合わせることがなかったが、年々その対立が深まっていた。思想的にも政治的にもライバル関係にあった。1871年9月17日から23日、ロンドンにおいて、17名の中央評議会の委員とマルクス、エンゲルスらをはじめとする23人の主席者で臨時会議が開かれた。ロンドン協議会での主たる討議内容は、IWA内部のバクーニン派勢力とアナーキズムの思想―とりわけ、「政治不参加主義」の駆逐であった。労働者政党の組織化を前提とした政治運動の必要性が再度唱えられた。
協議会は布告を発し、以下の三点が確認された。労働者階級が支配階級の権力に対抗するには、旧来の政党とは異なる独立した労働者党が必要であること。社会革命とその終局目標―階級の廃止―との勝利を確保するために不可欠であること。労働組合をはじめ経済闘争のための組織と団結を政治闘争の梃子にするべきこと。以上の観点から「その経済運動とその政治活動とは切り離せないように結びついていることにインターナショナル会員の注意を促す」ということが確認された。また、バクーニンとその支持者であるスイスのジュラ連合に関する報告がなされたほか、選挙でのドイツ社会民主労働者党の勝利が祝された。バクーニン一派の追放が会議の眼目になっていた。これに対して、1871年12月、バクーニンもマルクス派に応酬すべく大会の即時招集を要求し、マルクスが牛耳る中央評議会の専制を非難する『ソンヴィリエ通達』という文書をあらゆる国の支部会に送った。

### ハーグ大会とニューヨーク移転
バクーニンは自由な政治組織による緩い連合を提案し、マルクスはその意図を疑い権威と規律を主張したが、この両雄の組織論はIWA大会ハーグ大会で討議されることとなった。
1872年9月2日、「IWAにとって生死の問題と化した」ハーグ大会が開催された。さっそく大会では中央評議会に対する信任をめぐって対立し、40名のマルクス派代議員とその他24名の反対派に分裂した。イギリス代表はバクーニンの思想に反対していたが、マルクスの理論や中央統制とも相容れなかったため、中央評議会に対する信任に反対票を投じた。

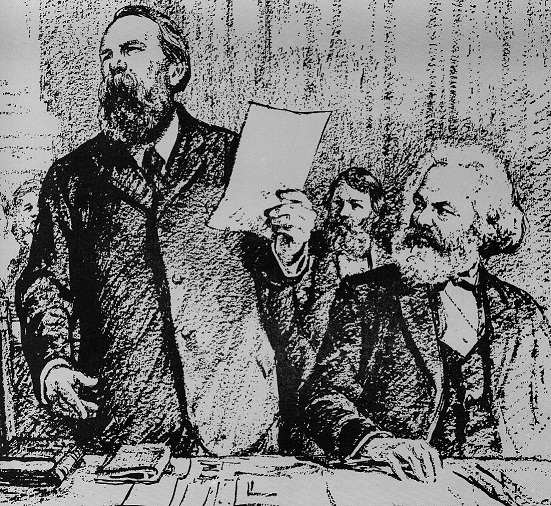
1872年。ハーグ大会に臨むマルクスとエンゲルス。

続いて、政治権力の問題についてはマルクス派29票対バクーニン派5票、棄権9票で、政治権力の破壊を主張するバクーニン派に対して政治権力の奪取を提唱するマルクス派の勝利に終わった。かくして、第7条付則として『規約』に「政党結成」と「政治権力奪取」が明記され、平和的な手段もありうるとして議会進出に意欲を示す文言が盛り込まれた。さらに、これに終わらずマルクスは『インターナショナルのいわゆる分裂』という報告書において中央評議会に反対して無政府主義を掲げたバクーニンとその一派を除名するよう大会に対して勧告した。マルクスの動議を受けて、バクーニン、ジェーム・ギヨーム、シュウィッツギューベル、ブーケ、マロン、マルシャンらがIWAから追放された。9月6日に中央評議会をロンドンからニューヨークに移転するという決議を採択した。同決議はIWAの運命を未来に切り開くことが期待されたが、皮肉にもIWAを衰弱させるものとなった。
ハーグ大会終了後、アムステルダムで公開集会が開催された。マルクスは人々を前に演説をおこない、「労働者階級は、政治の分野でも社会の分野でも、滅びつつある旧社会を攻撃する必要がある、と宣言した」と表明している。また、続けてこうも語った。
この演説は階級闘争の戦術面での相違や社会主義運動の多様性を示唆するものであった。各国市民の政治的自由度によって「改革」と「革命」の適宜性が左右され、労働者の階級闘争の方向性も、労働者党の戦術や政治的な役割も定まっていくということを指摘した。

### 二つのインターナショナル
その後、最初の国際的政治団体にして労働者組織であるIWAはアナーキストによる執拗な解散運動に直面する。
バクーニン派は、中央評議会の「政治活動への積極参加」条項に猛反発して独自見解を提唱し、分裂運動を画策したため、ハーグ大会で除名処分を受けたが、彼らは当然処分を承服したりはしなかった。そこで、彼らはIWA本部のニューヨーク移転を機に、中央決定による組織運営を否認し、連絡と統計に基づく自由な連合体を作ろうと試み、独自のインターナショナル組織を作り始める。1872年9月15日バクーニン派は15名ほどの代表者がIWAの名を流用してスイスのサン・ティミエで大会を開催した。そして「社会民主同盟」から継承した「連合」の原理と政治活動の拒絶が新組織の綱領として掲げて新組織を樹立する。ここではこのとき発足したバクーニン派の新組織をアナーキスト・インターナショナルと呼称する。この新組織は加盟団体を募ったが、参加を表明した連合はベルギーとオランダとイギリスの一部支部に留まった。大半の地方支部は元のIWAに残留を表明した。
無政府主義は社会主義の双子の兄弟と言える。アナーキズムは、革命の自然発生性を強調し、組織の中央統制に反対し、集団よりも個人の自由を価値として、暴力革命による急激な社会変革を求め、緩やかな「連合」による社会の統合を目指していた。その理想像はマルクスが目指した共産主義社会と何一つ変わるところはない。
しかし、理想を共有していたものの無政府主義と社会主義には方法論において決定的な違いがあった。マルクスの社会主義は階級闘争が長引くこと、革命の機会は容易には訪れないという現実感覚、大衆の支持を背景に権力を革命あるいは選挙で政権を掌握してプロレタリアート独裁を確立すること、議席を得て社会立法を進め階級格差を是正し、工業および農業、そして商業の均衡発展の道を模索するという国家ヴィジョンがあった。こうした段階を追って共産主義の理念を実現させるという現実的な立場をとっていた。
バクーニンらの無政府主義は反権力思想と自己完結型の共同体思想がもつ魅力によって、南欧の下層労働者やロシア、南米の貧農層を取り込んでいった。19世紀当時は重税、貧困、疫病、言論統制、官憲の取り締まり、医療・福祉・教育の欠如といった苦痛と圧政が是とされた反動的な専制国家の時代であった。とりわけ、工業化は遅れた諸地域では無政府主義とその暴力的方法論が受け入れられていった。例外的に農業国でもあり個人を重んじ自由を尊重するアメリカやフランスでも支持を集めた。一方、先発工業国のドイツ、これに遅れてフランスが、そして、大不況期を経験したイギリスなど労働運動の歴史的中核国ではマルクス主義の影響力が次第に強まっていった。「アナーキスト・インターナショナル」は数度の年次大会を開催し、スペインの革命やイタリアで多くの暴動を画策したが失敗に終わる。また、バクーニンが世を去ってその後の発展の糸口と反乱工作の機会を失ってしまう。19世紀末にイギリス、フランス、ドイツ、アメリカをはじめ各国が社会立法に力を注いで圧政を捨てていくにつれて、無政府主義はしだいに個人革命家のテロリズムの世界へと追いやられて衰退していく。現実路線に即して、内部統制が強い組織を持った社会主義党を作り上げ、国家権力の掌握に力を注ぐ道を選んだことにより、マルクス主義は時代の選別に耐えて生き残ったのである。

### 解散まで
1870年代におけるマルクス主義の発展は、主に新興工業国のドイツとアメリカで見られた。ドイツとアメリカはすでに社会主義政党の結成期に入っていた。
ドイツ帝国では長らくアイゼナハ派とラッサール派の対立が続いていたが、議席を獲り合うばかりで政治的前進を果たせなかった。1875年5月、ドイツのゴータにて両派は合同大会を開き合流を決定、ドイツ社会主義労働者党が発足する。しかし、ラッサール派の方が数が多く71名の議員と1万6千人の党員を代表していたのに対して、アイゼナハ派は56名の議員と9千人の党員を代表するのに留まっていた。そのため、大会ではラッサール的見解を多く盛り込んだ統一綱領が採択された。このとき採択された綱領は不備と欠陥だらけの経済論、国家論、相互扶助至上主義、労働闘争に対する無知、国際連帯の軽視が残存していた。そのためマルクスとエンゲルスによって一言一句にわたるまで徹底批判『ゴータ綱領批判』を受けることになる。当初アイゼナハ派はラッサール派に対して劣勢にあったが、次第に影響力を奪い取っていき党主流派へと変貌していった。
一方、アメリカに目を転じるとここでも新しい局面があった。要となる人物はIWAのアメリカ支部書記長フリードリヒ・ゾルゲである。

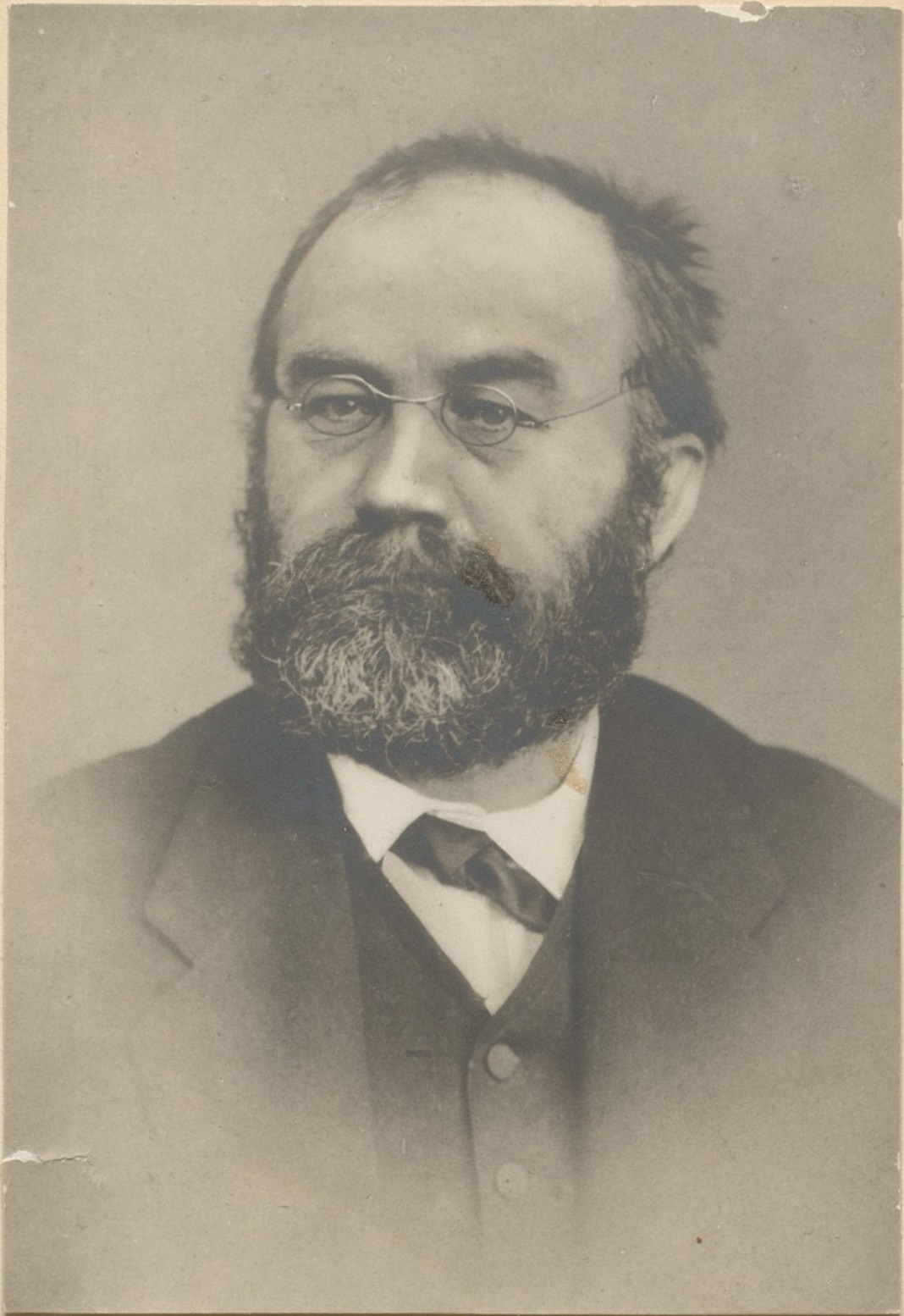
フリードリヒ・ゾルゲ。IWA崩壊期の中央評議会書記長である

ゾルゲは反奴隷制運動の機運が高まった1857年にニューヨーク共産主義クラブを設立しており、主にドイツ人移民を中心に勢力を広げ、1866年にはIWAに加入していた。1869年のウィリアム・シルヴィスの死により実現こそしなかったが、アメリカで影響力ある労働団体全国労働同盟もIWAへの加盟を模索していた。1870年12月、IWAアメリカ支部が発足し、ゾルゲをはじめとするアメリカ支部評議会は、翌年71年10月1日には黒人労働者を含めて2万人の労働者とともに、パリ・コミューン支援表明と八時間労働制の要求を目的に赤旗が掲揚しながらデモ行進をするなど活発な政治運動を展開した。IWAの本部がニューヨークに移転するとゾルゲはIWAの書記長になった。1874年には、IWAが中心となって前年に発生した恐慌で失業したニューヨークの労働者たちを集めて集会を開催した。ニューヨークはアメリカ労働運動の出発点となっていった。このように活動を活発化していたが、北部にその活動領域が限定されていたため全国的運動へと発展できなかった。南部の黒人問題に対して積極性を持っておらず、また当時盛んだった婦人参政権運動や中西部の農民運動とも関係性を深められなかったためである。しかし、アメリカにおける労働闘争は激しさを増していき、アメリカはIWAの重要な活動地域となっていた。
1874年、シカゴに「イリノイ労働党」、ニューヨークには「北米社会民主主義労働者党」が発足し、短命ながらも労働組合運動に消極的なラッサール派政党が誕生する。労働組合と共闘することを重視するマルクス派にとってこれは痛手であった。IWAのマルクス派指導者は社会主義の分派勢力とのせめぎあいの中で巻き返しを図ろうとフィラデルフィアで大会を開催した。そこではアメリカ支部を中央評議会の直轄とする方針を定めて、中央評議会の権威で部内の刷新を図ることが決まった。しかし、無政府主義者の排斥とイギリス支部の脱落によって生じたIWAの空洞化によって、この決定はIWAを欧州の労働者協会からアメリカ合衆国の労働者協会へと変質させるものにつながった。また、無政府主義やラッサール主義政党の影響力を払拭するのは容易ではなく、アメリカにおける各支部の内部分裂がさらに激しくなっていった。1864年から65年の内紛の結果、ニューヨークの二つの支部が排斥されボルテなど主要メンバーが追放された。こうした情勢の中、内紛に疲れたゾルゲが書記長を辞任していく。アイルランド移民のJ.P.マクドネル率いる「アメリカ統一労働者党」が加盟して会員数を増やしたもの、すでに中核を失って混乱をきたしたIWAは組織の命脈を保つことができなくなっていた。世界的にもIWAはもはや求心力を急速に失いつつあったのである。各国で社会主義政党の樹立と独自の政治運動が活発化し、国際的連帯を協議する局面ではなくなっていた。
1876年、中央評議会は時勢の困難さを鑑みて解散を内定したうえで、フィラデルフィアで最期の年次大会を開く決定をする。ドイツ社会主義労働者党の代表とアメリカ支部評議会の10名の委員会が解散手続きをすすめた。7月15日、「国際労働者協会中央評議会は解散する」との決議のもと、IWAは正式に解散する。